# American Century Celebrity Golf Classic
De American Century Celebrity Golf Classic is een jaarlijks golftoernooi op de Edgewood Tahoe Golf Club aan de oever van Lake Tahoe in de Amerikaanse staat Nevada. Deelnemers zijn bekende sterren, veelal uit de wereld van entertainment, American football, honkbal en ijshockey. 

## Winnaars

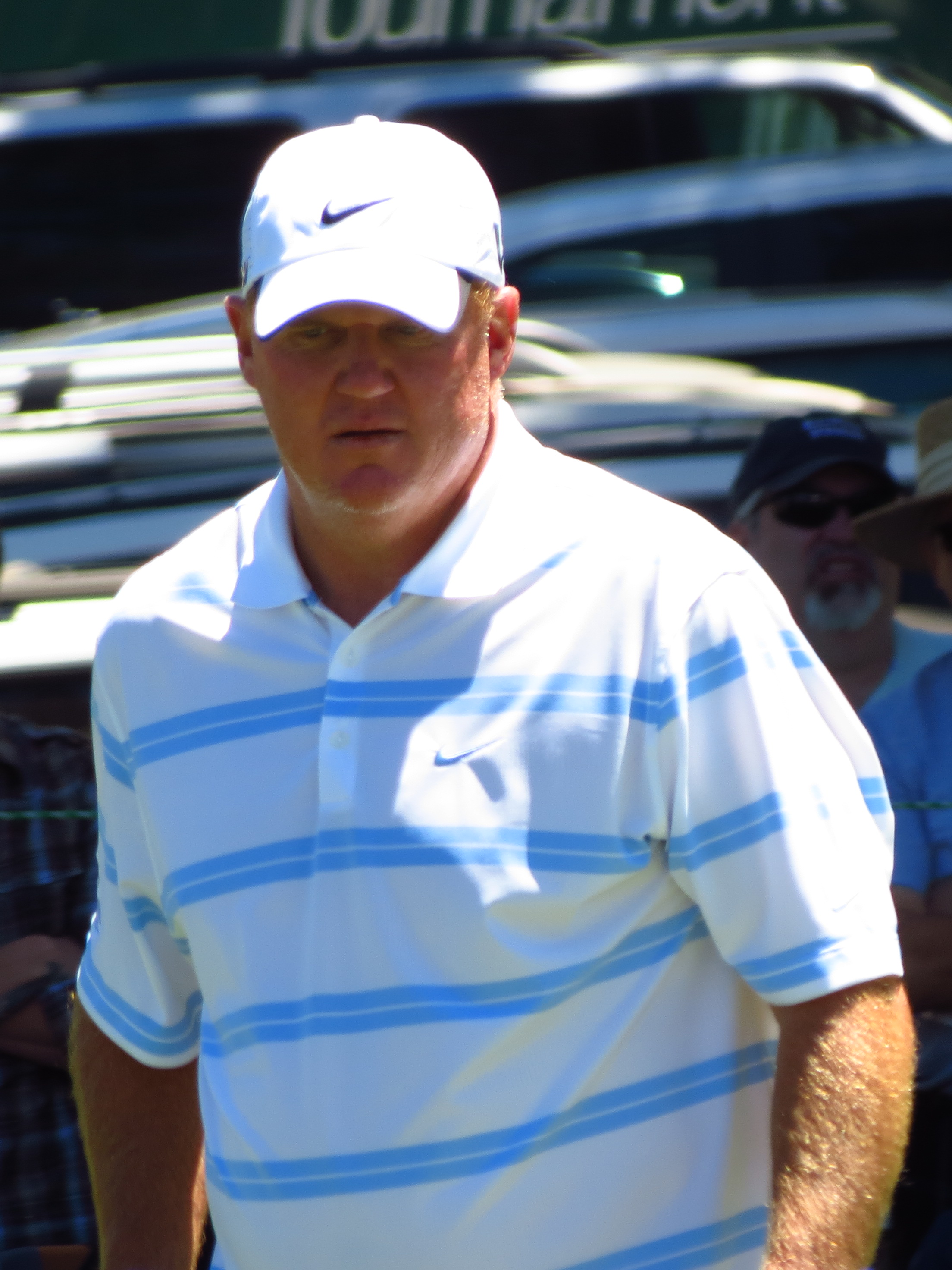
Tolliver in 2011

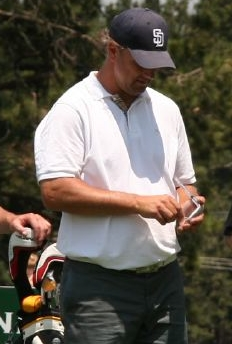
Chandler in 2008

| Jaar | Winnaar            | Strokeplay | Strokeplay | Stableford    | Stableford    |
| ---- | ------------------ | ---------- | ---------- | ------------- | ------------- |
| 1990 | Mark Rypien        | 78-71-72   | 221        |               |               |
| 1991 | Rick Rhoden po     | 76-72-73   | 221        |               |               |
| 1992 | Dan Quinn          | 73-70-70   | 213        |               |               |
| 1993 | Rick Rhoden        | 66-71-70   | 207        |               |               |
| 1994 | Dick Anderson po   | 72-69-71   | 212        |               |               |
| 1995 | Rick Rhoden        | 71-67-73   | 211        |               |               |
| 1996 | Billy Joe Tolliver | 70-73-68   | 211        |               |               |
| 1997 | Rick Rhoden        | 70-67-70   | 207        |               |               |
| 1998 | Mario Lemieux      | 78-67-69   | 212        |               |               |
| 1999 | Rick Rhoden        | 71-74-67   | 212        |               |               |
| 2000 | Al Del Greco       | 73-72-65   | 210        |               |               |
| 2001 | Dan Quinn          | 69-67-71   | 207        |               |               |
| 2002 | Dan Quinn          | 71-71-71   | 213        |               |               |
| 2003 | Rick Rhoden        | 76-67-66   | 209        | 75 stableford | 75 stableford |
| 2004 | Dan Quinn          |            |            | 25-20-29      | 74            |
| 2005 | Billy Joe Tolliver |            |            | 28-28-20      | 76            |
| 2006 | Jack Wagner        |            |            | 23-24-23      | 70            |
| 2007 | Chris Chandler     |            |            | 23-24-31      | 78            |
| 2008 | Rick Rhoden        |            |            | 23-22-23      | 68            |
| 2009 | Rick Rhoden        |            |            | 25-31-18      | 74            |
| 2010 | Billy Joe Tolliver |            |            | 25-33-26      | 84            |
| 2011 | Jack Wagner        |            |            | 29-23-28      | 80            |
| 2012 | Dan Quinn          |            |            | 20-20-26      | 66            |
| 2013 | Billy Joe Tolliver |            |            | 17-25-25      | 67            |

## Records
Het toernooirecord staat op naam van Dan Quinn, die in 2001 won met een score van 207. Sinds 2003 wordt er stableford gespeeld.
De Amerikaan Rick Rhoden begon met golf nadat hij als honkbalspeler met pensioen ging in 1989. Hij won het toernooi acht keer en eindigde daarnaast nog achttien keer in de top-10. De Canadees Dan Quinn en de Amerikaanse quarterback Billy Joe Tolliver wonnen ieder vier keer. Quinn begon met golf nadat hij als ijshockey-speler in 1983 met pensioen was gegaan. Naast de vier overwinningen eindigde hij zeventien keer in de top-10.